# Atherigona crassiseta
Atherigona crassiseta este o specie de muște din genul Atherigona, familia Muscidae. A fost descrisă pentru prima dată de Stein în anul 1915. Conform Catalogue of Life specia Atherigona crassiseta nu are subspecii cunoscute.